# Karabin maszynowy Schwarzlose M.7/12
Schwarzlose M.7/12 – ciężki karabin maszynowy znajdujący się na uzbrojeniu armii Austro-Węgier w okresie I wojny światowej, w Polsce oznaczany jako wz. 07/12.

## Historia konstrukcji
Na początku XX wieku Andreas Wilhelm Schwarzlose opatentował broń samoczynną o lufie nieruchomej i zamku niezaryglowanym. Opóźnienie otwarcia zamka osiągnął stosując zamek półswobodny, w którym ruch trzonu zamkowego był opóźniany przez zespół dwóch kolankowych dźwigni.
W 1902 roku zgłosił swój pierwszy patent na karabin maszynowy działający na takiej zasadzie. Początkowo problemem było pękanie łusek w czasie wyciągania ich po strzale, ale rozwiązano go oliwiąc łuski nabojów przed strzałem za pomocą automatycznej oliwiarki. Skrócono także lufę, co przyśpieszyło spadek ciśnienia gazów prochowych, przez co powstał karabin maszynowy o najkrótszej wówczas lufie (530 mm). Dopracowany karabin maszynowy powstał w 1905 roku i już wówczas rozpoczęła się jego produkcja na licencji w firmie OEWG (późniejszy Steyr).

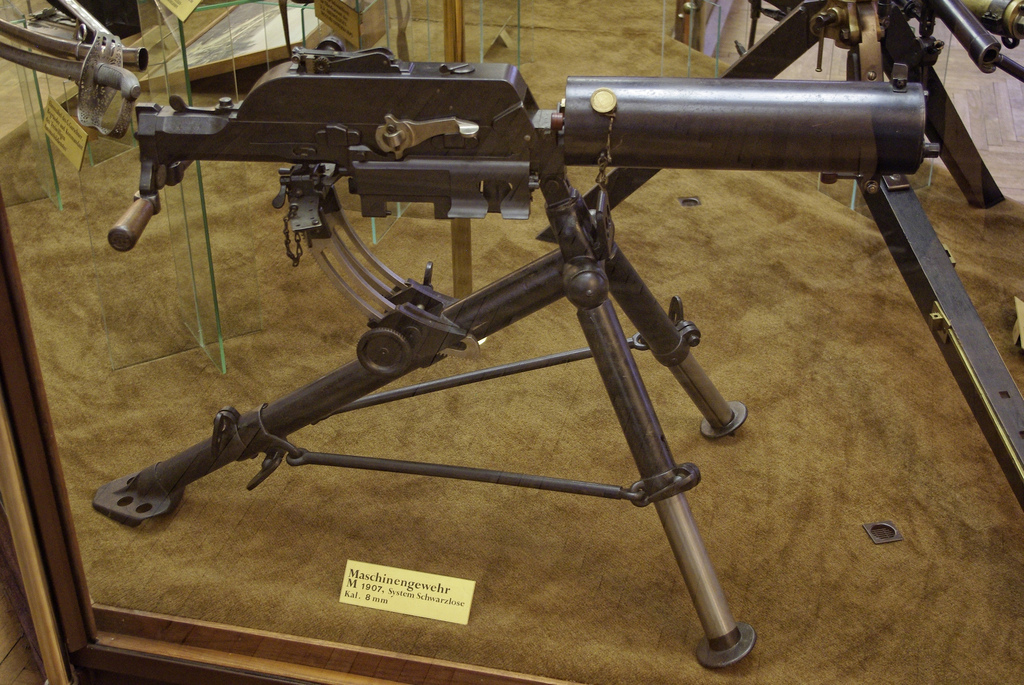
Schwarzlose M.7

Nowy ckm został przyjęty do uzbrojenia armii Austro-Węgier w roku 1907 jako MG (Maschinengewehr - karabin maszynowy) M.7. Broń była przystosowana do strzelania nabojami 8 × 50 mm R. Zasilanie zapewniała taśma parciana na 250 naboi. Szybkostrzelność cekaemu była dość niska i wynosiła 400 strz/min. Zaletami broni była stosunkowo mała masa i prosta budowa oraz niższy koszt wytwarzania, niż innych karabinów maszynowych.
W następnych latach broń udoskonalono. Powiększono pojemność oliwiarki z 0,2 do 0,3 l, a przy tym zmieniono kształt pokrywy komory zamkowej i wydłużono chłodnicę, która łączyła się teraz z komorą zamkową, likwidując charakterystyczne obniżenie. Zmieniono także konstrukcję tylców (składały się w górę, a  nie w bok). Zmiany w konstrukcji zamka (przekonstruowano zarówno trzon zamkowy jak i dźwignie) pozwoliły zwiększyć szybkostrzelność do 520 strz/min (faktycznie sięgała 600 strz/min, możliwe że w zmodyfikowanych karabinach produkowanych od 1918 roku). Udoskonalony karabin maszynowy przyjęto do uzbrojenia w 1912 roku jako MG (Schwarzlose) M.7/12. Jednocześnie rozpoczęto produkcję taśm stunabojowych pakowanych w drewniane skrzynki. Do karabinu M.7 opracowano stosunkowo lekką, a przy tym stabilną podstawę  trójnożną z rur stalowych o bardzo udanej konstrukcji. Umożliwiała ona łatwą regulację wysokości. W trakcie I wojny światowej opracowano nowe, lżejsze podstawy – tzw. lekką z nóżkami z prętów stalowych oraz tzw. szturmową w postaci drewnianej ramy z uchwytem metalowym dla ckm. Karabin wyposażono także w prętową kolbę. Standardową podstawę z rur wyposażono w adapter do strzelań przeciwlotniczych.
Karabin Schwarzlose MG M.7/12 okazał się konstrukcją udaną. Prosta konstrukcja, łatwe rozkładanie bez użycia narzędzi i niewielka liczba części ułatwiały eksploatację. Największą wadą okazała się konieczność oliwienia naboi. Przy braku oliwy karabin bardzo często się zacinał. Łączna produkcja w OEWG (Steyr) km-ów M.7 i M.7/12 szacowana jest na 49 739 sztuk, w tym część na eksport.

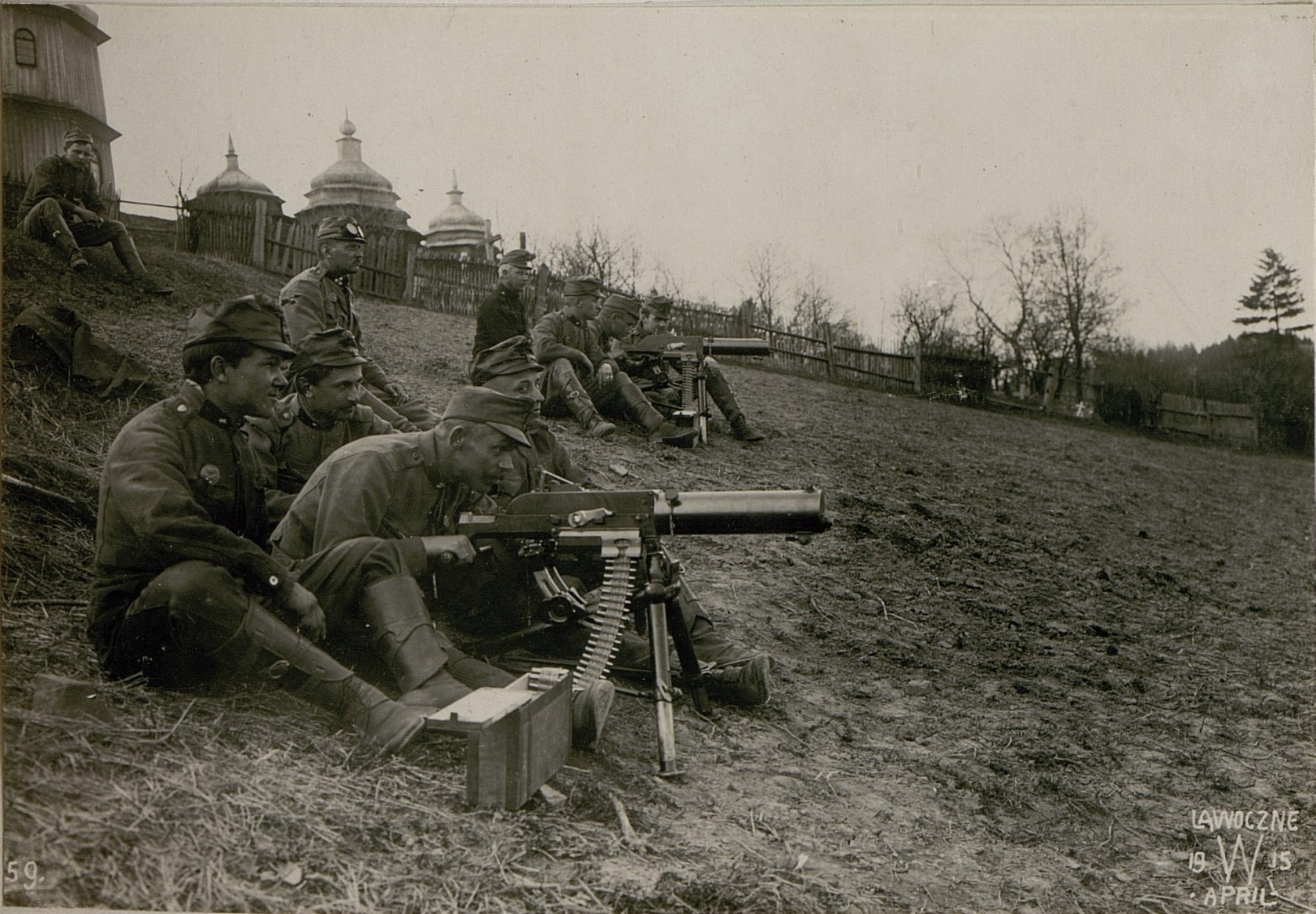
Ckm M.7/12 używany przez armię Austro-Węgier podczas I wojny św. na froncie galicyjskim

Podczas I wojny światowej karabiny maszynowe tego typu stały się standardową bronią armii Austro-Węgier. Przed wojną, do sierpnia 1914 r. otrzymała ona tylko ok. 2500 sztuk z 9215 wyprodukowanych, lecz podczas wojny wyprodukowano dalsze 40.524 sztuki, w większości dla armii austro-węgierskiej. Ponadto, jeszcze przed wojną broń tego typu dostarczano do Bułgarii, Turcji, Serbii, Holandii (nabój 6,5 × 54 mm R), Szwecji (nabój 6,5 × 55 mm) i Grecji (nabój 6,5 × 54 mm). Produkcję licencyjną na własne potrzeby uruchomiono w Holandii (na nabój 6,5 mm, jako M08/13 i M08/15) i Szwecji (na nabój 6,5 × 55 mm, jako kspm/14).

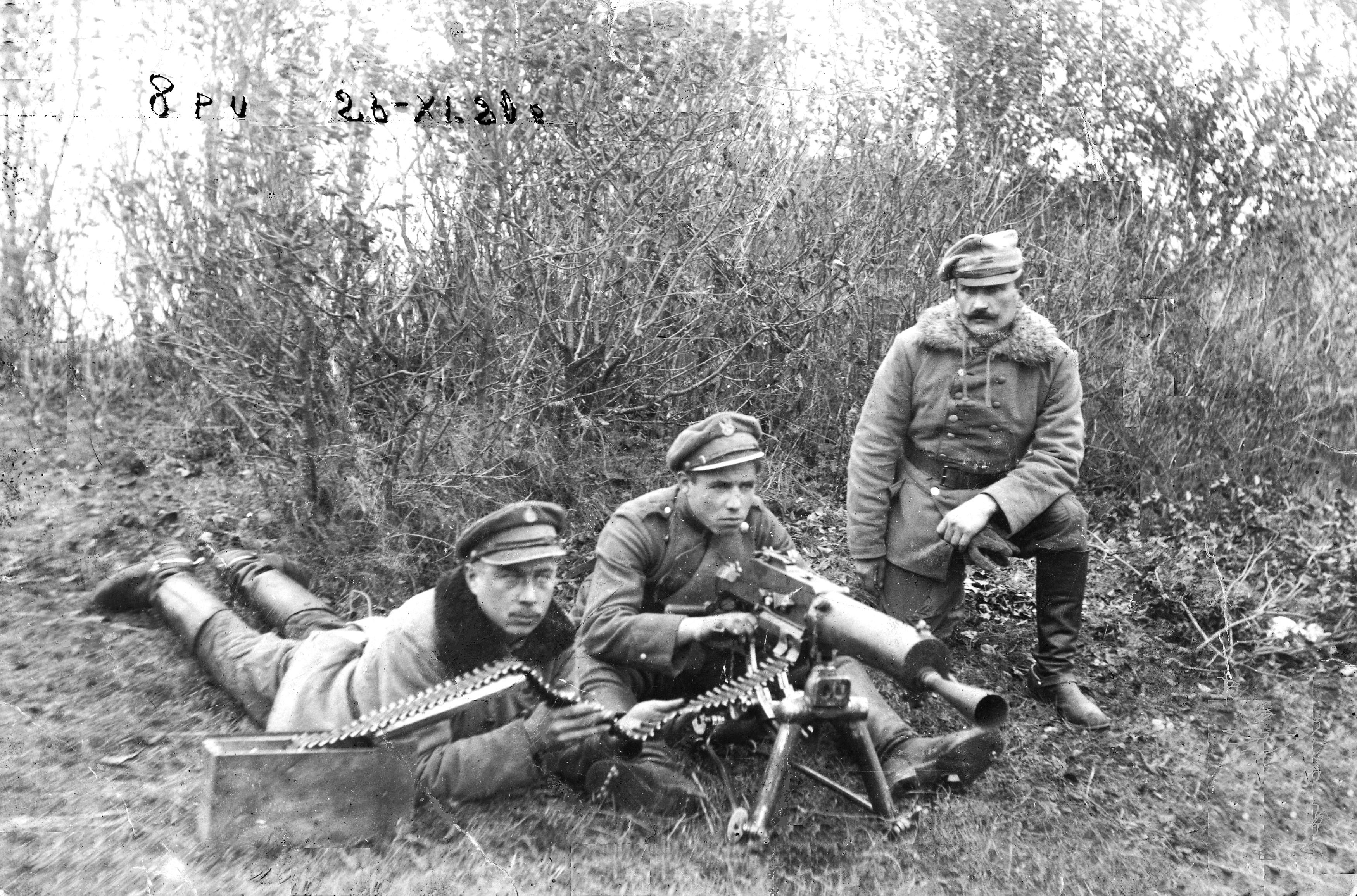
Wojna polsko-bolszewicka. Ciężki karabin maszynowy Schwarzlose wz. 07/12 z polską obsadą na stanowisku ogniowym.

Po I wojnie światowej i rozpadzie Austro Węgier ckmy MG M.7/12 znalazły się na uzbrojeniu armii Austrii, Węgier, Włoch, Czechosłowacji, Polski, Rumunii i Jugosławii.  We Włoszech zdobyte w ilości kilku tysięcy ckm-y Mitragliatrice Schwarzlose mod. 7/12 zostały zaadaptowane jako jeden z podstawowych wzorów, używane do lat 30. i jeszcze przez oddziały drugoliniowe podczas II wojny światowej. W Austrii i Węgrzech w latach 30. przystosowano je do nowej amunicji 8 × 56R M.30. W Czechosłowacji były używane jako podstawowy wzór ckm-u. Od 1924 roku przystosowano je do amunicji 7,92 Mauser, pod oznaczeniem vz.7/24, ponadto podjęto produkcję własnej ulepszonej wersji vz.24 na ten nabój, o lufie wydłużonej do 630 mm. W Polsce były użytkowane do roku 1929 (w 1924 roku było ich 1424 egz.). Po wycofaniu większość egzemplarzy skasowano (360 sztuk sprzedano Republice Chińskiej). Szwedzkie ckm-y kspm/14 używane były w Finlandii podczas wojny zimowej i II wojny światowej.

### Użycie w lotnictwie

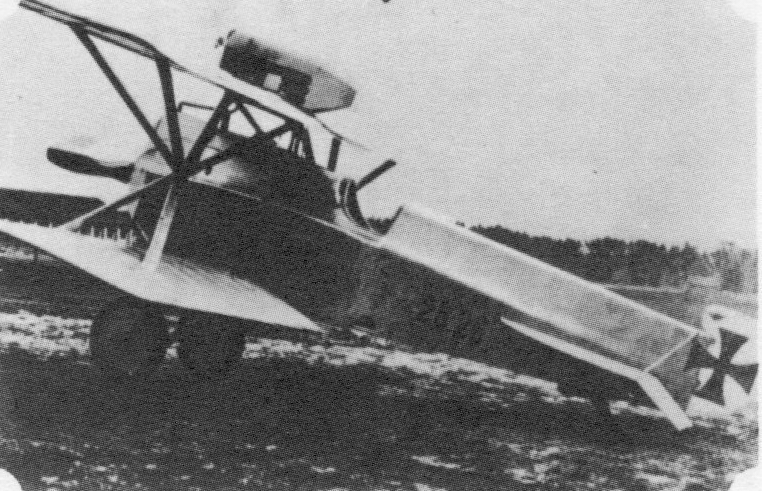
Hansa Brandenburg D.I z charakterystycznym zasobnikiem VK na km z amunicją nad górnym skrzydłem

Karabin maszynowy Schwarzlose używano jako uzbrojenie pokładowe samolotów lotnictwa austro-węgierskiego. Od 1915 stanowił uzbrojenie obserwatorów, montowany w tylnych kabinach półkolistych obrotnicach. Km-y lotnicze pozbawiano chłodnic wodnych. Ze względu na swoją konstrukcję użycie km-u napotkało pewne problemy. Karabin był wrażliwy na ciśnienie powietrza i wraz ze wzrostem wysokości strzelał coraz wolniej, a powyżej 3000 m przestawał w ogóle. Modyfikacje dokonane przez inż. L. Kraula zwiększyły szybkostrzelność do 630 strz./min; broń funkcjonowała też do wysokości 5400 m. Następnie zbudowano specjalną wersję lotniczą (M16, 570 strz./min) i jej wersję rozwojową M16A  (880 strz./min, działała do wys. 7000 m). Ich produkcja była jednak niewystarczająca i podstawową bronią pozostawał MG 7/12.
Karabin Schwarzlose był też trudny w synchronizacji, dlatego pierwsze myśliwce przenosiły uzbrojenie nad skrzydłem, w tzw. zasobniku VK, który zawierał karabin, 250 nabojów i grawitacyjny zbiornik paliwa (w późniejszych wersjach czasem dwa karabiny). Synchronizator karabinu maszynowego systemu Zaparki powodował obniżenie szybkostrzelności o 35% przy karabinach M16 i 45% przy M16A, a co gorsza można było go używać tylko w określonym zakresie obrotów silnika (między 1000 a 1600 dla MG 7/12, a między 600 a 1600 dla MG 16); system Bernatzika-Daimlera miał mniejsze ograniczenia w tym zakresie, ale redukował szybkostrzelność aż o 55%.

## Wersje
- Wersje austro-węgierskie
  - MG M.7
  - MG M.7/12

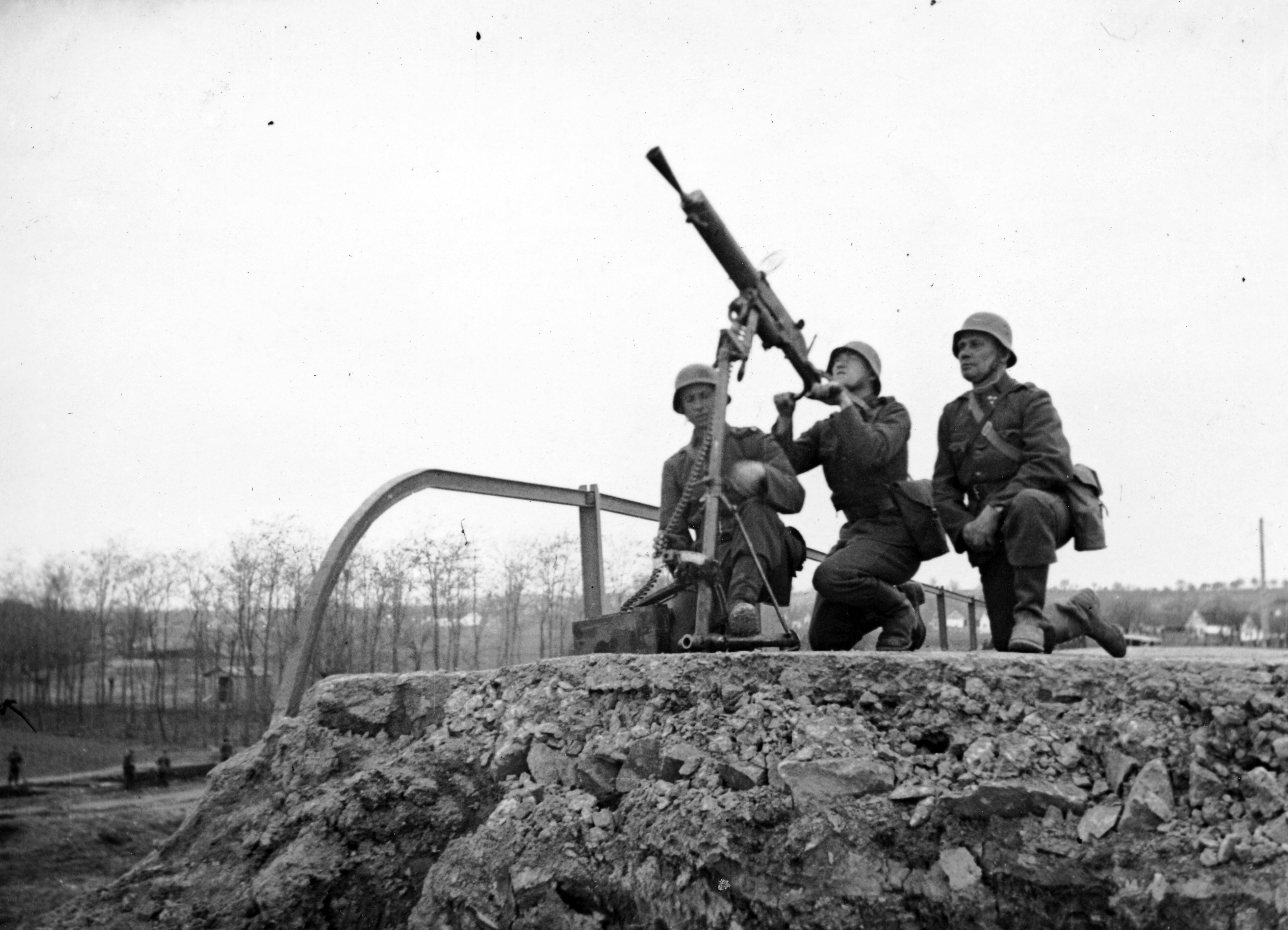
M.7/12 używany przez armię węgierską podczas II wojny św. – podstawa rozłożona do strzelań przeciwlotniczych

  - MG M.7/31 (inne oznaczenie MG M. 7/12/31) wersja dostosowana do amunicji 8 × 56 mm R z pociskiem ostrołukowym (M.31)
  - MG M16 i M16A (lotnicze, o zwiększonej szybkostrzelności; do marca 1918 wyprodukowano tylko 300 szt. M16A)[11]
- Wersje holenderskie
  - M08 – wersja kalibru 6,5 × 54 mm R, produkowana przez OEWG (300 sztuk)[13]
  - M08/13 – zmodernizowany M08, produkowany w Holandii, później przekalibrowywany na nabój 7,92 × 57 mm Mauser[13]
  - M08/15 – wersja o zmniejszonej masie przeznaczona dla kawalerii
- Wersja czechosłowacka
  - vz. 07/24 – wersja przekalibrowana na nabój 7,92 × 57 mm Mauser[14] (czasem oznaczana jako Schwarzlose-Janeček)
  - vz. 24 – nowo produkowana wersja na nabój 7,92 × 57 mm dla czechosłowackiej armii, lufa wydłużona do 630 mm (wyprodukowano 2253 sztuki)[14]
  - M. 24 – oznaczenie wersji eksportowej na nabój 7,92 × 57 mm[9]
- Wersje szwedzkie
  - kspm/14 (Kulspruta m/14) – wersja na nabój 6,5 × 55 mm (1250 sztuk, produkcja w latach 1914-1930)[9]

## Opis konstrukcji

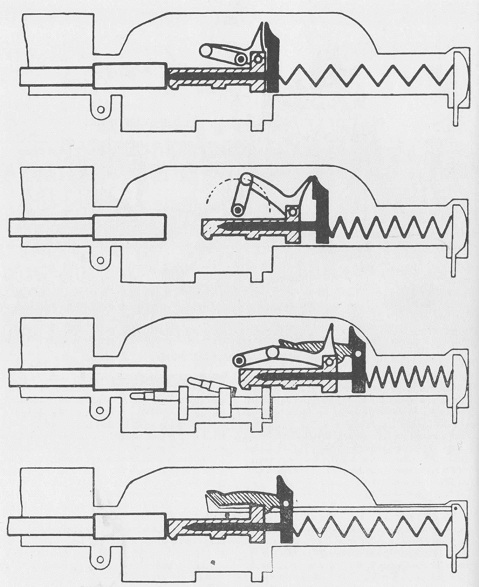
Działanie automatyki

Ciężki karabin maszynowy Schwarzlose M.7/12 był zespołową bronią samoczynną.
Automatyka broni działała na zasadzie odrzutu zamka półswobodnego. Opóźnienie otwarcia zamka następowało w wyniku pozornego zwiększenia masy zespołu odrzutowego na skutek włączenia między trzon zamkowy i komorę zamkową układu przegubowo-kolankowego o przełożeniu znacznie większym od jedności.
Zasilanie z taśmy parcianej o pojemności 250 lub 100 nabojów (taśma 100-nabojowa wprowadzona ok. 1913 roku). Donośnik bębnowy wprowadzany był w ruch przez zamek.
Lufa z czterobruzdowym gwintem chłodzona była wodą i zakończona tłumikiem płomieni. Każdy nabój przed wprowadzeniem do komory był automatycznie naoliwiony, przy pomocy pompki napędzanej przez zamek. Zapobiegało to pękaniu łusek wyciąganych pod znacznym ciśnieniem. Żywotność lufy nieprzegrzanej wynosiła ok. 15 000 strzałów.
Broń była wyposażona w trójnożną podstawę, przy czym każda noga miała regulację długości. Podstawa miała masę 18,5 kg. Pierwotnie broń miała dwuczęściową pancerną tarczę ochronną o grubości 7 mm i masie 40 kg.